# Good Life (platenlabel)
Good Life is een platenlabel, opgericht in 2006 door Kees de Koning, Jerry Leembruggen en Ruben Fernhout. Het label is een aftakking van Top Notch, en houdt zich vooral bezig met popmuziek en R&B. Ook de live shows en entourage om de artiesten heen worden mede opgezet door Good Life.

## Uitgaven

### Singles
| Jaar | Artiest                                                                                            | Single Naam           | Album van single     |
| ---- | -------------------------------------------------------------------------------------------------- | --------------------- | -------------------- |
| 2005 | The Partysquad & Darryl met Jayh, Reverse, Willie Wartaal, Spacekees, Heist-Rockah & The Opposites | Wat Wil Je Doen       | De Bazen Van De Club |
| 2006 | The Partysquad met RMXCRW & Gio                                                                    | I'm Sorry             | De Bazen Van De Club |
| 2006 | The Partysquad met Ali B & Yes-R                                                                   | Rampeneren            | De Bazen Van De Club |
| 2006 | The Partysquad met Gio, Ali B & Ambush                                                             | Hard To Get (Remix)   | De Bazen Van De Club |
| 2006 | The Partysquad, Darryl & Nino met Gio & Negativ                                                    | Dat is die Shit       | De Bazen Van De Club |
| 2006 | The Partysquad met Jacqueline Govaert, Extince & Caprice                                           | Ben Je Down           |                      |
| 2006 | Nino met Singa                                                                                     | Alleen voor de Wereld |                      |
| 2006 | Wudstik                                                                                            | DOEMALAUW             | Mijn Wereld          |
| 2006 | Darryl                                                                                             | Rellen en Rennen      | De Bazen Van De Club |
| 2007 | The Partysquad met Brainpower & Reverse                                                            | Non Stop              | De Bazen Van De Club |
| 2008 | The Partysquad met Dio, Sef, Sjaak & Reverse                                                       | Stuk                  | Total Los Vol. 1     |

### Albums
| Jaar | Artiest        | Album Naam           |
| ---- | -------------- | -------------------- |
| 2006 | The Partysquad | De Bazen Van De Club |
| 2006 | Wudstik        | Mijn Wereld          |
| 2008 | The Partysquad | Total Los Vol. 1     |
| 2009 | The Partysquad | Total Los Vol. 2     |

### Mixtapes
| Jaar | Artiest | Album Naam      |
| ---- | ------- | --------------- |
| 2006 | Nino    | Transmigratie   |
| 2007 | Nino    | Transmigratie 2 |
| 2007 | Nino    | Transmigratie 3 |